# Örnfot
Örnfot är en sentida benämning på en medeltida svensk ätt som också har kallats Öde. Ätten tillhörde högfrälset redan i slutet av 1200-talet, med avsevärda egendomar i Småland, Östergötland och Mälarlandskapen, och känd med stamfadern Öde och hans två söner Leonard och Magnus Ödesson.
En av dess äldsta kända medlemmar, lagmannen Leonard Ödesson (Örnfot), var gift med Margareta Kristinadotter, dotter till Birger jarls dotter Kristina, (Kristina av Sverige) gift med Sigge Guttormsson.
Den utslocknade på svärdssidan på 1470-talet, och på spinnsidan mellan år 1505 och år 1511.
Ättens vapen på deras vapensköld har sedan 1500-talet tolkats som en örnfot, ett avhugget rovfågelben med fyra spretande klor och hjälmen var prydd med två uppåtvända rovfågelben. I en medeltida avbildning var den av guld i blått fält. Den svenske 1100-talsjarlen Guttorm uppges i danska sekundärkällor ha fört en örnfot i sitt vapen fast med andra färger men det kan inte styrkas att han hade något med denna släkt att göra. Även ärkebiskopen Jakob Ulvsson hade ett snarlikt vapen utan att tillhöra släkten.

## Kända medlemmar
1. Öde
  1. Leonard Ödesson (Örnfot), död tidigast 1310, riddare, svenskt riksråd och riksdrots, utan angiven tidsperiod.[6] gift med Margareta Kristinadotter en dotterdotter till Birger Jarl [1][2][3][4][5]
  2. Magnus Ödesson (Örnfot), riddare 1287.
    1. Karl Magnusson (Örnfot), riddare vid kung Magnus Erikssons kröning 1336. Gift 1336 med Margareta Turesdotter (Bielke), dotter till Ture Kettilsson (Bielke).
      1. Magnus Karlsson (Örnfot)
      2. Bengt Karlsson (Örnfot), gift med Elin Folkesdotter (Gumsehuvud) 
        1. Karl Bengtsson (Örnfot), riksråd åt kung Magnus Eriksson
        2. Ingeborg Bengtsdotter (Örnfot), gift 1397 med Jöns Eskilsson (Eskilssönernas ätt)[7]

      3. Erik Karlsson (Örnfot), storman, riksråd och riddare. Utvisad år 1363 ur Sverige, anklagad för att ha "gjort försåt konungen fånga eller döda" (se upproret mot Magnus Eriksson)
      4. Margareta Karlsdotter Örnfot, dotter till Karl Magnusson (Örnfot)
      5. Knut Karlsson (Örnfot), riksråd och hövitsman över Södermanland, herre till Tärnö (även skrivet Tärna) i Södermanland, gift 1423 med Johanna Torkilsdatter (Brahe)[8]
        1. Karl Knutsson (Örnfot), väpnare[8]
        2. Erik Knutsson (Örnfot), väpnare[8]